# Einkommensteuer (Russland)
Die Einkommensteuer in Russland (russisch Налог на доходы физических лиц (НДФЛ), Transkription Nalog na dochody fisitscheskich liz (NDFL) wörtliche Übersetzung: Steuer auf das Einkommen physischer Personen) wird von natürlichen Personen erhoben, die ihre Einkünfte auf dem Gebiet der Russischen Föderation erzielen.
Die Einkommensteuer beträgt einen festgelegten Prozentsatz vom Bruttoeinkommen des Steuerpflichtigen. Bestimmte Kosten sind von der Einkommensteuer abzugsfähig. Die Abzugsfähigkeit richtet sich nach dem Gesetz.

## Steuersätze
Der grundlegende Steuersatz im russischen Einkommensteuerrecht beträgt 13 Prozent vom zu versteuernden Einkommen.
Einige Einkunftsarten werden jedoch mit anderen Steuersätzen bemessen.
Mit 35 Prozent werden besteuert:
- Gewinne, Preisgelder und sonstige Vermögensvorteile, welche im Rahmen von Wettbewerben und Gewinnspielen gewonnen wurden, wenn ihr Wert 4000 RUB übersteigt.

- Bestimmte Zinserträge aus Kapitalvermögen (Zwei Ausnahmen: Kapitalvermögen wird zum Zwecke der Altersrente angespart oder Kapitalvermögen liegt insgesamt nicht mehr als sechs Monate bei der Bank), siehe P. 27. Art 217 „Steuerfreie Einkünfte“: Zinserträge aus Rubelbankguthaben, soweit sie den jeweils geltenden Refinanzierungssatz der Russischen Zentralbank zuzüglich 5 Prozentpunkte nicht übersteigen, sowie Zinserträge aus Devisenbankguthaben, soweit der Jahreszinssatz 9 % nicht übersteigt;

Mit dem maximalen Steuersatz wird nur folgender Anteil der vertraglich vereinbarten Zinseinkünfte aus Bankeinlagen besteuert:
- 1) im Falle von Rubel-Einlagen – die den Refinanzierungszins der russischen Zentralbank,
- 2) im Falle von Einlagen in ausländischer Währung – die den 9-%-Zinssatz übersteigende vertraglichen Zinseinkünfte.

Außerdem wird der 35-%-Steuersatz auf die Zinsersparnisse beim Erhalt von Kreditmitteln angewendet:
- 1) Im Falle von Verbindlichkeiten in der russischen Nationalwährung bildet die BMGL dafür der Anteil der vertraglichen Zinsen, der geringer als die auf der Basis der ¾ des Refinanzierungszinssatzes der russischen Zentralbank (zum Zeitpunkt der Realisierung der Einkünfte) ermittelten Zinsen ist.
- 2) Im Falle von Verbindlichkeit in der ausländischen Währung – die entsprechende betragliche Differenz, die sich unter Anwendung von Fixsatz in Höhe von 9 % pro Jahr anstatt des Refinanzierungszinses der RZB ergeben würde.

Mit 9 Prozent werden besteuert:
- Einkünfte aus der Beteiligung an Kapitalgesellschaften, welche in Form von Dividenden eingestrichen werden.

Der Steuersatz für Nicht-Residenten der Russischen Föderation beträgt 30 Prozent.
Im russischen Steuerrecht besteht die Möglichkeit einer Vorauszahlung der Einkommensteuer.

## Steuerfreie Einkünfte
Manche Einkünfte sind nach dem russischen Recht steuerfrei. Dazu gehören u. a.
- Sozialleistungen vom Staat (mit Ausnahme der empfangenen Sozialleistungen während der Erwerbsunfähigkeit)

- staatliche Renten

- Alimente

- staatliche Förderungen und Zuschüsse

- Renten, materielle Zuwendungen und Geschenke, die Veteranen des Großen Vaterländischen Krieges vom Staat erhalten

- Geldsummen, die der Steuerpflichtige aufgrund von herausragenden Leistungen auf dem Gebiet der Wissenschaft, der Technik, der Bildung, der Kultur, der Literatur oder der Kunst vom russischen Staat als Prämie bekommt

- Materielle Hilfeleistungen vom Staat (z. für die Angehörigen der Opfer von Terroranschlägen)

- Stipendien

- Einkünfte einzelner Landwirtschaftsbetriebe

- Einkünfte von Angehörigen indigener Völker des russischen Nordens, die in der Steppe leben

- Einkünfte, die von Hobbyjägern erzielt werden

- Preisgelder für Sportler, die an den Olympischen Spielen oder anderen staatlichen Sportwettbewerben teilgenommen haben

- Einkünfte von Wehrdienstleistenden, Soldaten, Matrosen und Offizieren, die am Einsatzort eingestrichen werden

- Einkünfte von Gewerkschaftern